# サッカーチャド代表
サッカーチャド代表（サッカーチャドだいひょう、Équipe du Tchad de football）は、チャドサッカー連盟（FAFT）によって編成されるチャドのサッカーのナショナルチームである。ホームスタジアムは首都、ンジャメナにあるスタッド・オムニスポール・イドリス・マハマト・ウヤ。
FIFAワールドカップ、アフリカネイションズカップともに本大会出場はない。
2008年3月、FIFAからチャド政府のチャドサッカー協会への介入を理由に、チャドに対して国際大会参加の禁止処分を科された（同年5月解除）。

## 国際大会での成績

### FIFAワールドカップの成績
| 開催国 / 年 | 結果                             | 開催国 / 年 | 結果                             |
| ----------- | -------------------------------- | ----------- | -------------------------------- |
| 1930        | フランス統治下のため参加できず   | 1982        | FIFA非会員であったため参加できず |
| 1934        | フランス統治下のため参加できず   | 1986        | FIFA非会員であったため参加できず |
| 1938        | フランス統治下のため参加できず   | 1990        | 不参加                           |
| 1950        | フランス統治下のため参加できず   | 1994        | 不参加                           |
| 1954        | フランス統治下のため参加できず   | 1998        | 不参加                           |
| 1958        | フランス統治下のため参加できず   | 2002        | 予選敗退                         |
| 1962        | FIFA非会員であったため参加できず | 2006        | 予選敗退                         |
| 1966        | FIFA非会員であったため参加できず | 2010        | 予選敗退                         |
| 1970        | FIFA非会員であったため参加できず | 2014        | 予選敗退                         |
| 1974        | FIFA非会員であったため参加できず | 2018        | 2次予選敗退                      |
| 1978        | FIFA非会員であったため参加できず | 2022        | 1次予選敗退                      |
| 合計        | 出場0回                          | 出場0回     | 出場0回                          |

### アフリカネイションズカップの成績
| 1957 | フランス統治下のため 参加できず | 1978 | CAF非会員により 参加できず                       | 1998 | 不参加   | 2017 | 予選途中で棄権 |
| 1959 | フランス統治下のため 参加できず | 1980 | CAF非会員により 参加できず                       | 2000 | 予選敗退 | 2019 | 参加資格なし   |
| 1962 | CAF非会員により 参加できず      | 1982 | CAF非会員により 参加できず                       | 2002 | 不参加   | 2021 | 失格           |
| 1963 | CAF非会員により 参加できず      | 1984 | CAF非会員により 参加できず                       | 2004 | 予選敗退 | 2023 | 参加予定       |
| 1965 | CAF非会員により 参加できず      | 1986 | CAF非会員により 参加できず                       | 2006 | 予選敗退 | 2025 | 参加予定       |
| 1968 | CAF非会員により 参加できず      | 1988 | 予選の参加時点でCAF非会員で あったため参加できず | 2008 | 予選敗退 |      |                |
| 1970 | CAF非会員により 参加できず      | 1990 | 不参加                                           | 2010 | 予選敗退 |      |                |
| 1972 | CAF非会員により 参加できず      | 1992 | 予選敗退                                         | 2012 | 予選敗退 |      |                |
| 1974 | CAF非会員により 参加できず      | 1994 | 棄権                                             | 2013 | 予選敗退 |      |                |
| 1976 | CAF非会員により 参加できず      | 1996 | 不参加                                           | 2015 | 予選敗退 |      |                |

## 歴代監督
- アンゾール・カヴァザシヴィリ (1976-1977)
- マルセル・マオ (2000)
- ジャン＝ポール・アコノ (2002–2003)
- ヤン・ジム (1998, 2003, 2005, 2006)
- ジュリアン・トゥカム (2004)
- エマヌエル・ブカル (2005-2007)
- ナトルティガ・オカラー (2006-2007, 2008)
- マハマト・アドゥウム (2007)
- シェルフ・エル＝ハシャブ (2009–2011)
- ムドゥ・クタ (2011-2013, 2015-2016)
- エマニュエル・トレゴート (2014-2015, 2019-2020)
- リゴベール・ソング (2015)
- ジムタン・ヤタマジ (2019, 2020-)

## 歴代選手
- ヤフェット・エンドラム (1989-1998)
- カシミール・ニンガ (2011- )

## ノート
1. ↑  2017年大会の予選を途中で棄権したため、2019年大会予選の出場資格も剥奪された[2][3]
2. ↑  2021年3月22日、アフリカサッカー連盟は、チャドが政府の干渉させられたことにより失格扱いとした[4]。